# Семеновська сільська рада (Баймацький район)
Семе́новська сільська рада (рос. Семёновский сельский совет) — муніципальне утворення у складі Баймацького району Башкортостану, Росія. Адміністративний центр — село Семеновське.

## Населення
Населення — 342 особи (2019, 359 в 2010, 459 в 2002).

## Склад
До складу поселення входять такі населені пункти:
| Населений пункт   | Населення, осіб (2002) | Населення, осіб (2010) |
| ----------------- | ---------------------- | ---------------------- |
| Мунасіпово, село  | 105                    | 83                     |
| Семеновське, село | 354                    | 276                    |